# 禿
禿 （かぶろ、かむろ）指的是頭上沒有頭髮，肩膀處裁剪整齊的童年髮型，或者是擁有這種髮型的孩子。狹義上說，是指江戶時代的遊廓中居住的童女。

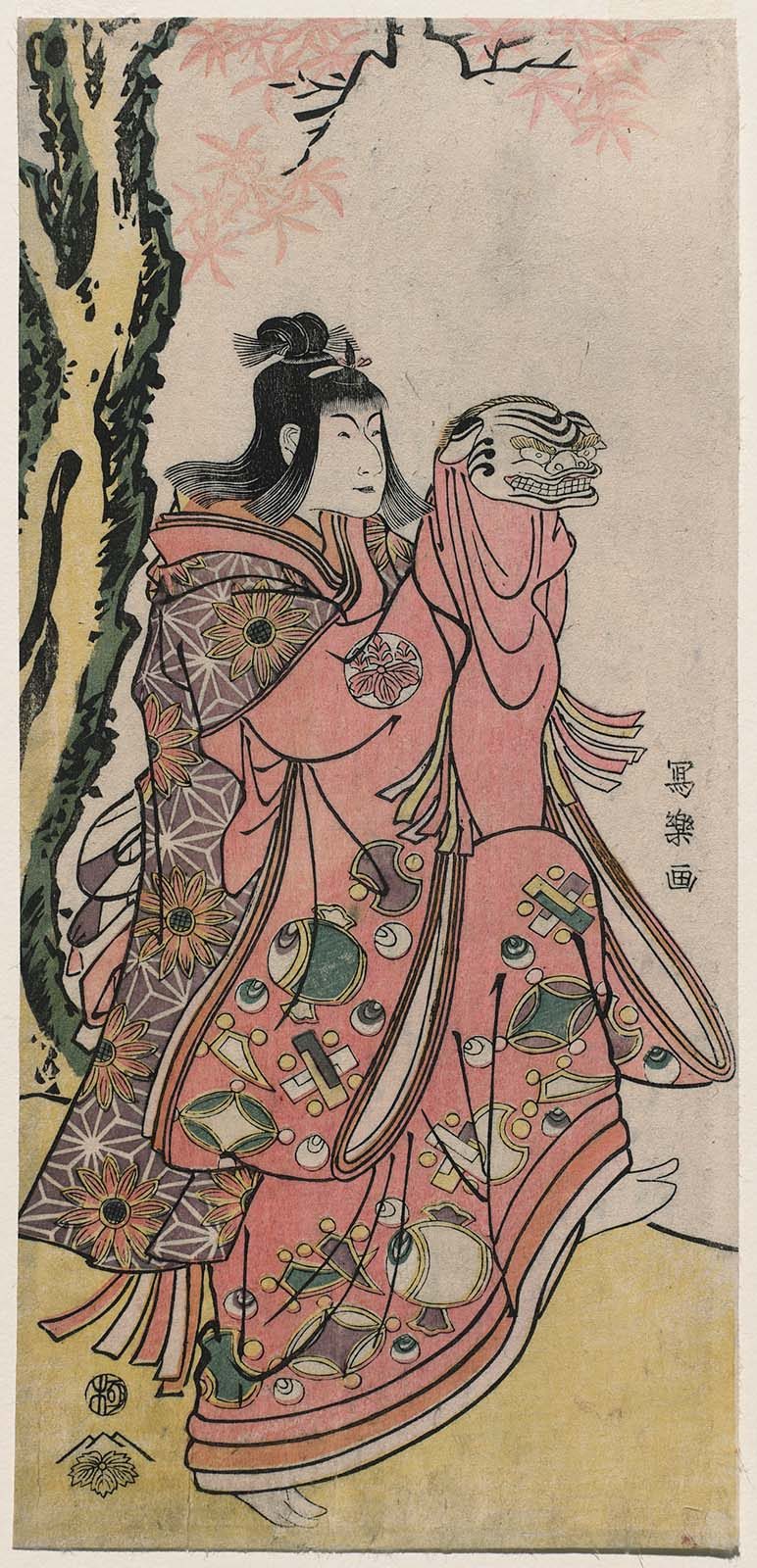
東洲齋寫樂的《中山富三郎　切禿》

在《平家物語》中，作為平氏派往平安京的間諜。

## 近代以後

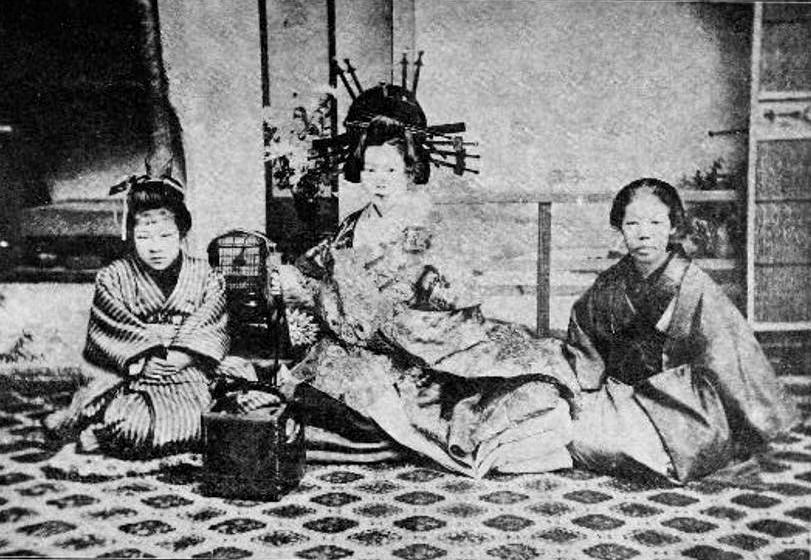
花魁與遣手與禿

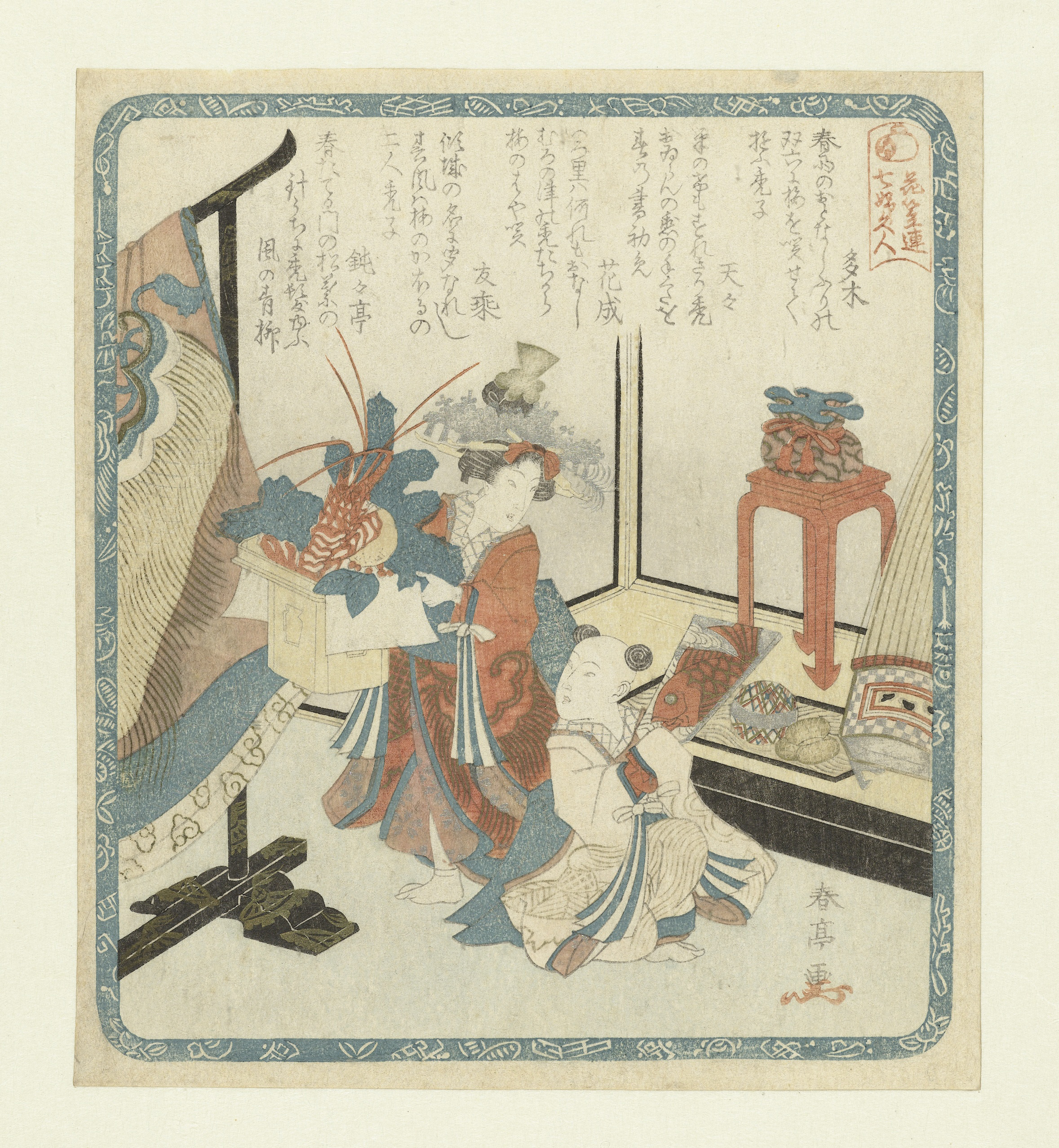
準備正月裝飾的新造與禿。勝川春亭畫

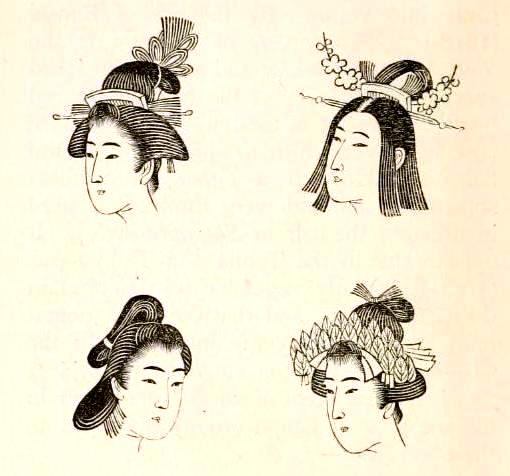
吉原・禿的髪型

禿（かむろ、かぶろ）指的是遊女見習的幼女的普通名詞。
本來是從妹妹頭造型得名，但隨著時代的變遷，開始綁髮後，仍然稱住在遊廓的幼女為「禿」。在七到八歲時被賣到遊廓的女孩，或遊女所生的女兒都屬於此類。在最上級的太夫或花魁等高級女郎的身邊，負責身邊的事務，同時學習作為遊女的行為方式。當超過禿的年齡後，便成為「新造」，進入遊女見習的後期階段。在島原，陪伴藝妓的幼女也被稱為禿。

### 引込禿
與一般的禿不同，這指的是脫離遊女的照顧，由樓主提供茶道、華道、香道等英才教育的人。被選中的孩子通常具備能夠在大商人或大型武家面前掙取相對更多收入的潛力。

### 髮型
直到江戶中期左右，還是麻花頭，而在江戶後期以後，吉原等地的髮型變成了戴著許多禿島田髮飾的高島田。而島原從江戶後期到戰前也都是結著日本髮。

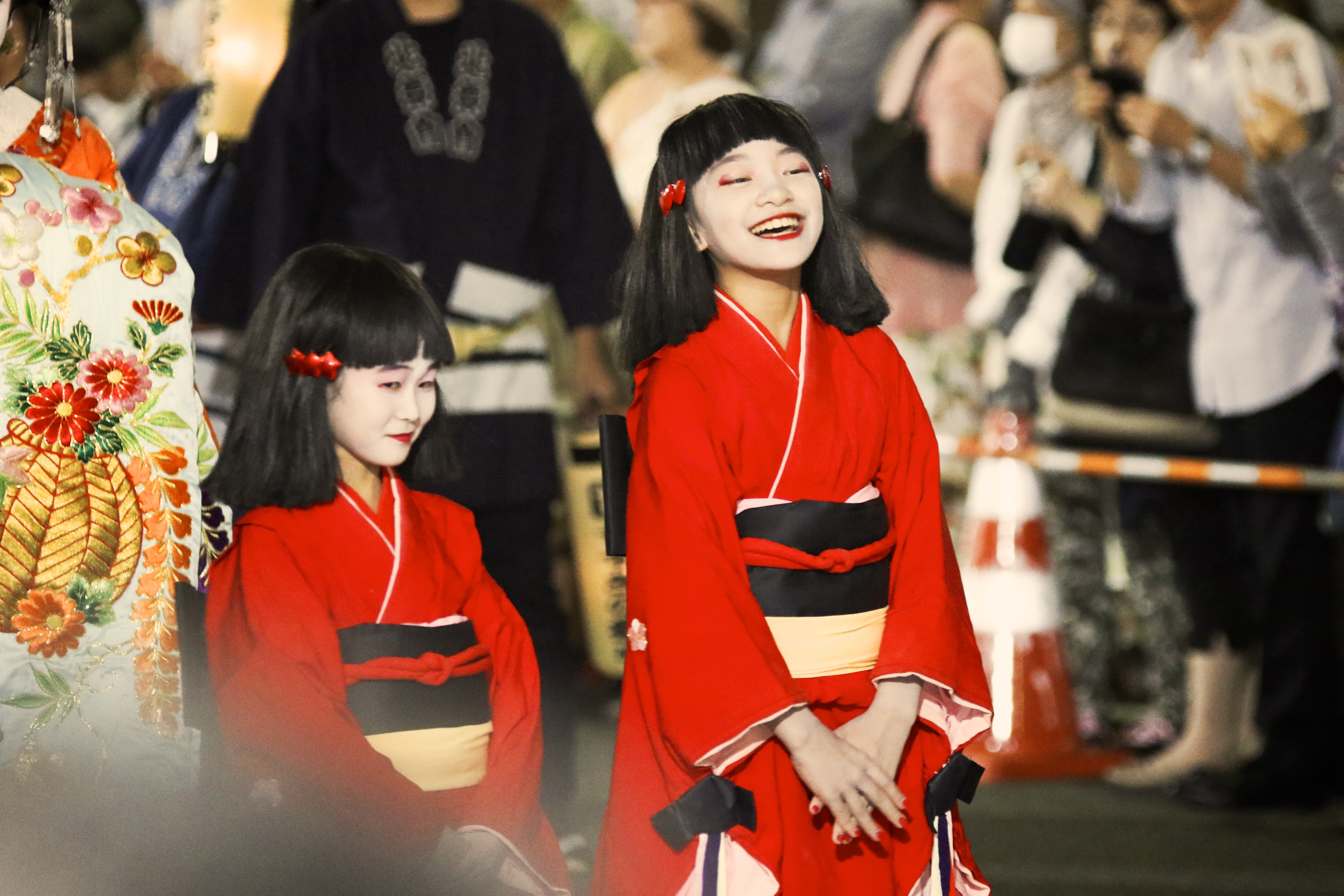
薄野祭典中，扮演花魁道中的禿角色的女孩（2017年）

### 禿（祇園祭）
輔佐長刀鉾的稚兒的兩名少年也被稱為禿。 

這被認為是與太夫級的遊女或藝妓有兩名禿相隨的情況類似。

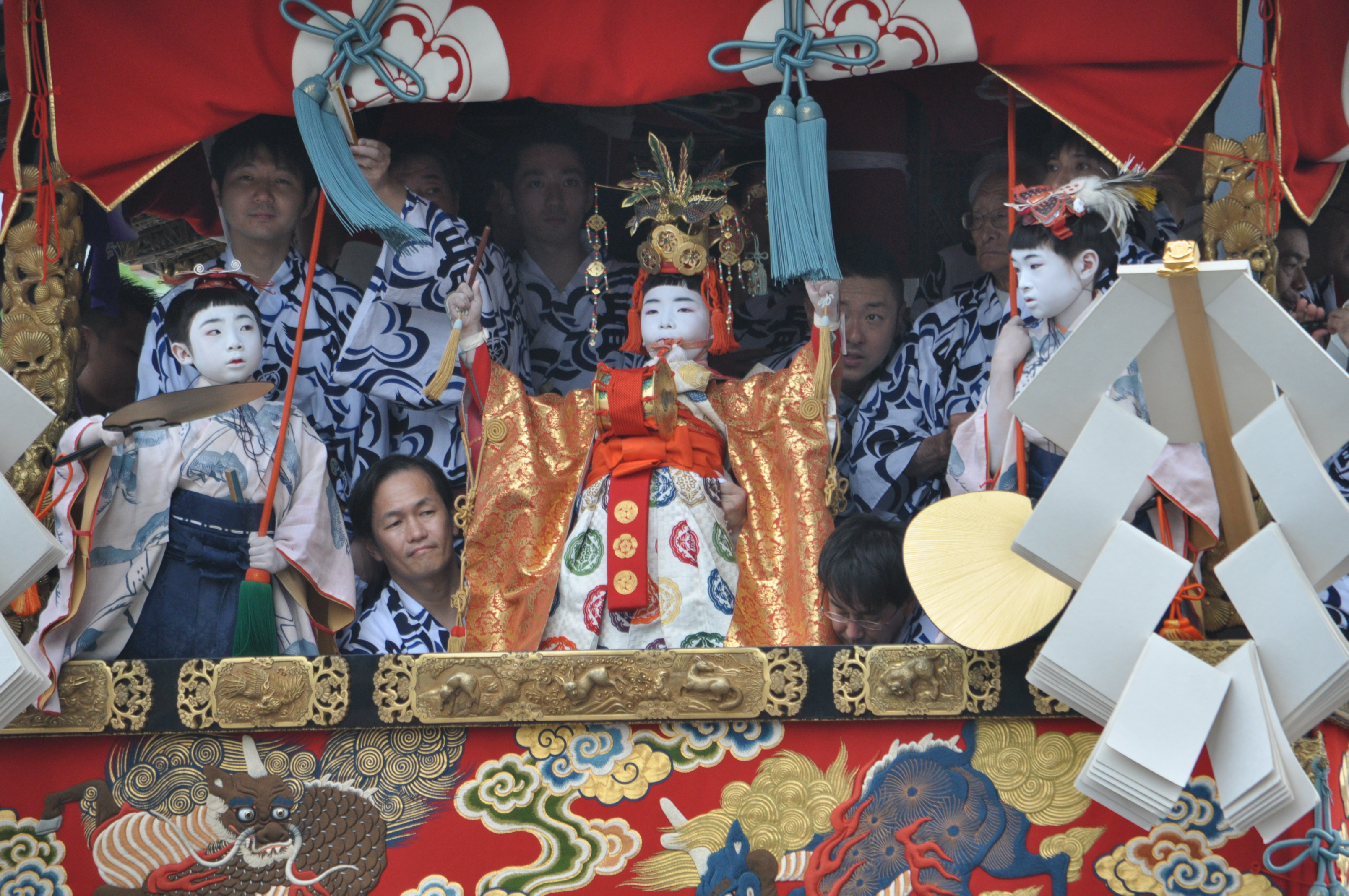
八坂神社祇園祭的長刀鉾的稚兒與禿

## 平安時代

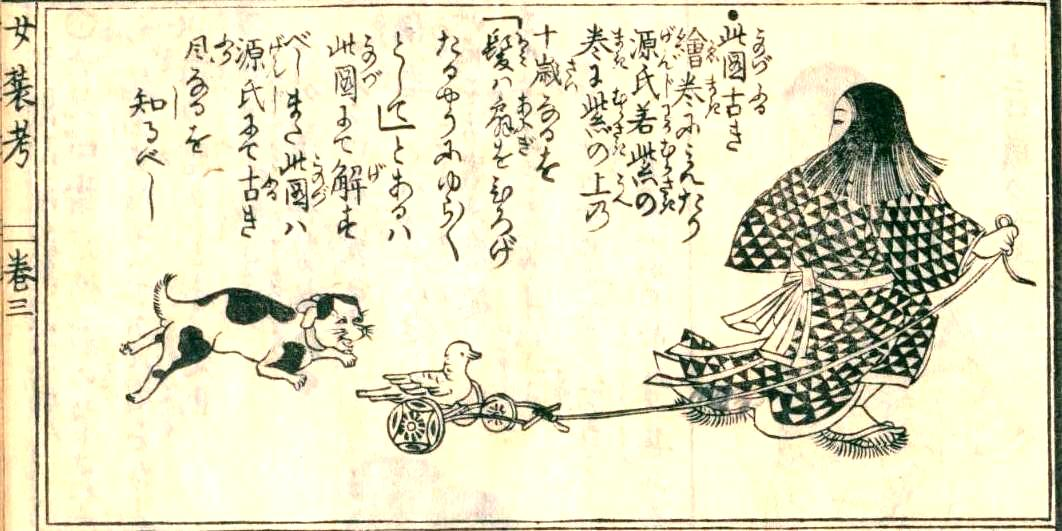
鳩車上遊玩的禿童。《歷世女裝考》所記載。

### 《平家物語》登場的禿
《平家物語》中提到，在平安時代末期，平清盛掌握實權時，「禿、禿童」（かぶろ、かむろ）被稱為眾多禿頭的童子（及童形的人），被放置在平安京內，負責收集市井情報，特別是針對平氏的批評和謀議等信息，並進行密報。 
但是，《平家物語》是一部軍記物語，在同時期編纂的《玉葉》和《愚管抄》中均未找到任何提及。

## 腳註

### 來源
1. ↑  . kotobank （日语）.
2. ↑  . KBS京都.   [2025-03-07].

## 相关主题
- カムロちゃん
- 尼削ぎ
- 大禿